# 錫爾弗克里克 (亞利桑那州)
錫爾弗克里克（英語：Silver Creek）是位於美國亞利桑那州納瓦霍縣的一個非建制地區。該地的面積和人口皆未知。

## 地理
錫爾弗克里克的座標為34°20′24″N 109°56′58″W / 34.34000°N 109.94944°W，而該地的平均海拔高度為1859米（即6099英尺）。